# Перехід, Крихітко
Перехід, Крихітко (англ. Detransition, Baby) — дебютний роман американської письменниці Торрі Пітерс, написаний 2021 року.

## Сюжет
Головні героїні – Різ, транс-жінка, піарник і колишня партнерка Емі; Емі, яка зробила перехід як чоловік та стала Еймсом; і Катріна, китаянка з єврейським корінням, цис-жінка , яка є босом і нинішньою коханкою Еймса. Усім трьом за тридцять і вони живуть у Брукліні. Різ і Еймс розлучилися через рішення Еймса про перехід. Катріна дізнається, що вона вагітна дитиною Еймса, хоча Еймс помилково вважав себе безплідним через час, проведений на замісній гормональній терапії. Еймс розповідає Катріні, що вона шість років жила як жінка і все ще вважає себе жінкою, хоча транс-жінкою зрештою бути надто важко. Тому Еймс сумнівається, що зможе бути гарним батьком дитини. Еймс знову відновлює стосунки з Різ, яка давно хотіла мати власну дитину, вважаючи, що вони троє зможуть створити нетрадиційну сім’ю, щоб разом виховувати дитину. Різ бореться з саморуйнівною моделю поведінки, яка зіпсувала її старі стосунки з Емі, включаючи секс з одруженими чоловіками та переслідувачами. Катріна намагається пристосуватися до іншого розуміння статі, але має намір зробити аборт, якщо вона не буде впевнена, що матиме надійну підтримку. Всі троє ставлять під сумнів свою особистість, стосунки один з одним і чи зможуть вони створити стабільну сім’ю.

## Історія створення
Пітерс розповіла, що образ Еймс натхненний досвідом, який вона пережила в 2016 році, коли відвідувала Мексику та одягла костюм, щоб видати себе за чоловіка та уникнути запитань митників щодо її чоловічого паспорта. Пітерс зазначила, що роман написаний у жанрі мильної опери і герої роману розмовляють «як я розмовляю зі своїми друзями».
«Перехід, Крихітко», адресована «розлученим цисґендерним жінкам». Пітерс пояснює це тим, що «розлучені цис-жінки повинні починати все спочатку в дорослому віці, коли особистість вже сформована і вона порівнює це з тим, що відчувають транс-жінки.

## Відзнаки
Роман був номінований на Жіночу премію за художню літературу 2021 року, що зробило Пітерс першою відкритою транс-жінкою, номінованою на цю нагороду. Ті, хто не вважав її жінкою, критикували ситуацію щодо включення Пітерс у список. Вони написали лист у якому стверджувалося, що вона «чоловік» і тому не має претендувати на приз. Список підписантів включав письменницю-атеїстку Офелію Бенсон, еколога Ребекку Луш, лист також включав давно померлих письменників, таких як Емілі Дікінсон і Вілла Катер. Автори, зокрема Мелінда Солсбері, Джоан Гарріс та Наоїз Долан — ще одна номінантка на премію 2021 року — засудили лист і висловили підтримку Пітерс. Однак організатори премії опублікували заяву, в якій засудили лист і захистили рішення номінувати книгу Пітерс.

## Екранізація
На початку 2021 року була анонсована телевізійна адаптація Перехід, Крихітко. Сценаристи та продюсери «Анатомії Грей» Джоан Рейтер і Тоні Фелан є авторами телевізійної адаптації драми/комедії.